# College van Senioren
Het College van Senioren van de Eerste Kamer der Staten-Generaal adviseert de Eerste Kamervoorzitter over besluiten die hij op basis van het Reglement van Orde moet nemen en over de agenda van de plenaire vergadering. Het College moet niet verward worden met de Huishoudelijke Commissie - gezamenlijk vervullen deze twee commissies een soortgelijke functie als het Presidium van de Tweede Kamer. Het College van Senioren wordt geleid door de Kamervoorzitter en bestaat uit de fractievoorzitters van de fracties in de Eerste Kamer. De griffier van de Eerste Kamer is tevens griffier van het College van Senioren.
Het College van Senioren speelt vooral een rol bij het vaststellen van de plenaire agenda, waarbij de voorzitter van de Kamer het College om advies moet vragen.